# Медовка бронзова
Медо́вка бронзова (Gliciphila melanops) — вид горобцеподібних птахів родини медолюбових (Meliphagidae). Ендемік Австралії. Це єдиний представник монотипового роду Бронзова медовка (Gliciphila).

## Опис

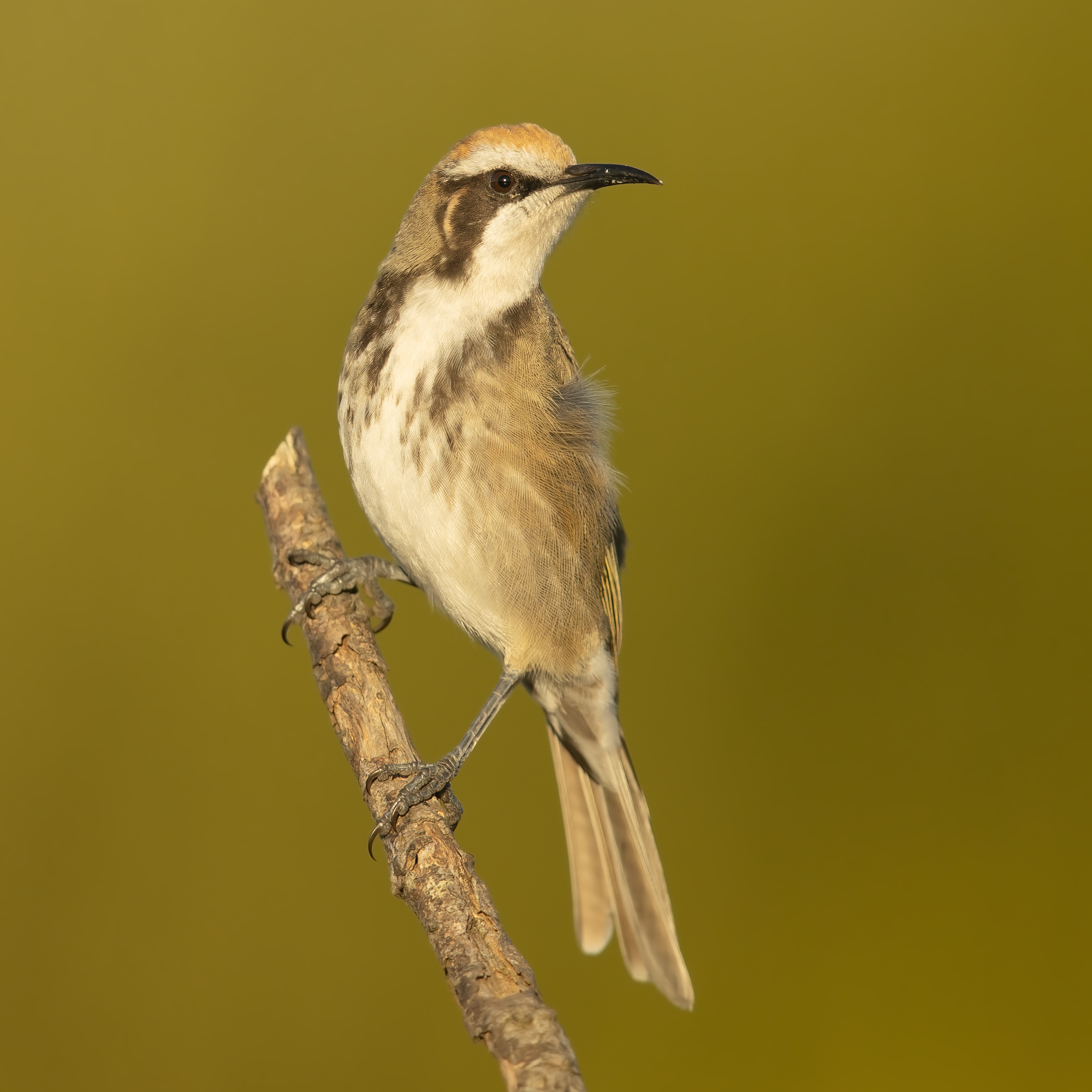
Бронзова медовка

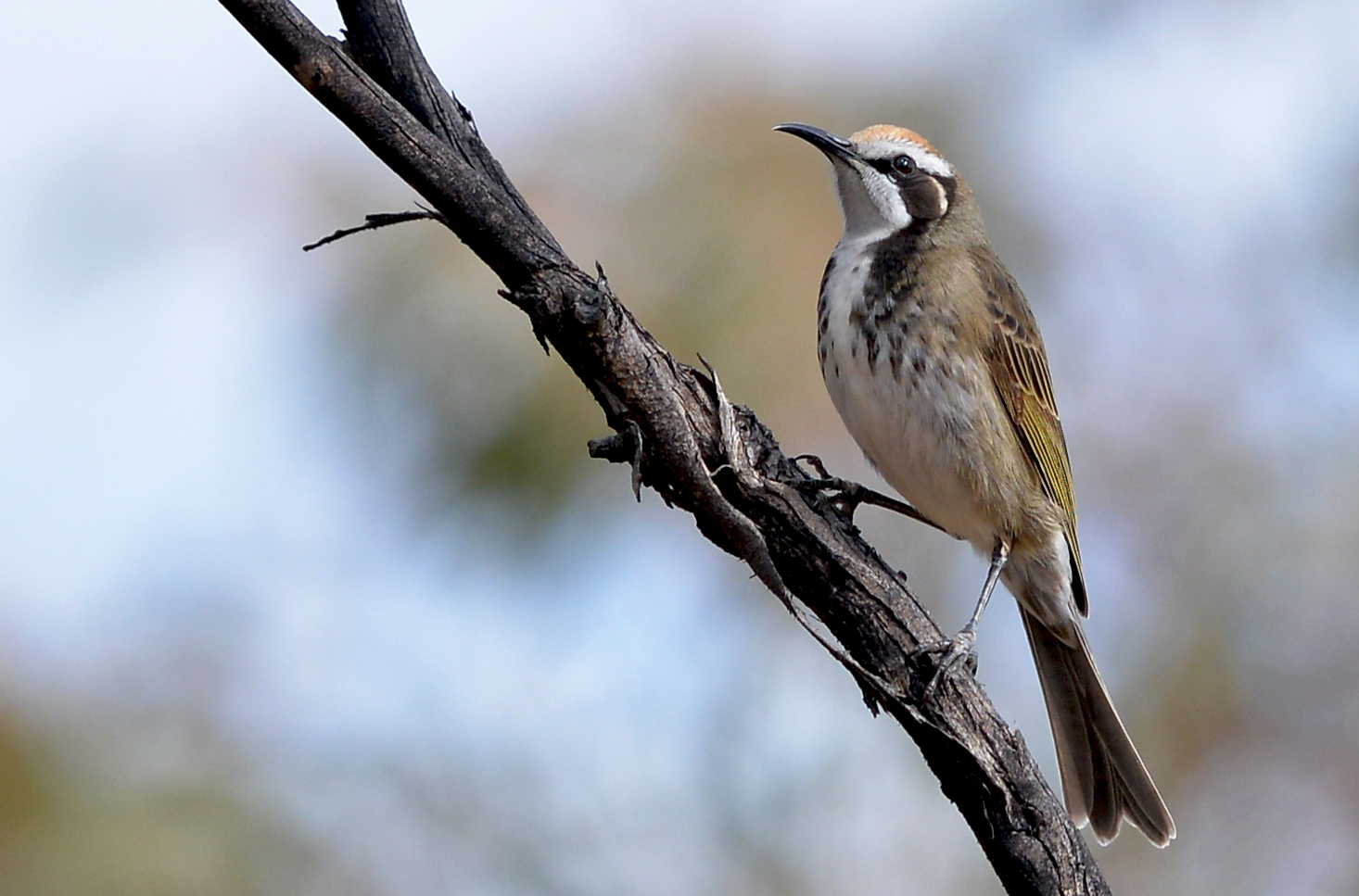
Бронзова медовка

Довжина птаха становить 14-18 см, вага 14-22 г. Верхня частина тіла коричнева, нижня частина тіла білувата. Від дзьоба до очей ідуть темні смуги, що переходять у великі чорнувато-бурі плями на скронях, шиї і грудях з боків. На голові з боків є контрастно світлі серпоподібні плями. Над очима білуваті "брови", тім'я охристе.

## Підвиди
Виділяють два підвиди:
- G. m. melanops (Latham, 1801) — від північного сходу Нового Південного Уельсу до півострова Ейр в Південній Австралії, південь і  південний захід Західної Австралії, острова Бассової протоки і східна Тасманія;
- G. m. chelidonia Schodde & Mason, IJ, 1999 — західна Тасманія.

## Поширення і екологія
Бронзові медовки мешкають на півдні Австрілії, зокрема на Тасманії. Вони живуть в сухих чагарникових заростях маллі і квонган, на пустищах і в саванах. Живляться нектаром. Сезон розмноження триває з червня по грудень. Гніздо чашоподібне. робиться з кори і траві, встелюється пухом, шерстю або іншим м'янким матеріалом, розміщується в чагарниках. В кладці 2-3, іноді 4 яйця.